# Доска

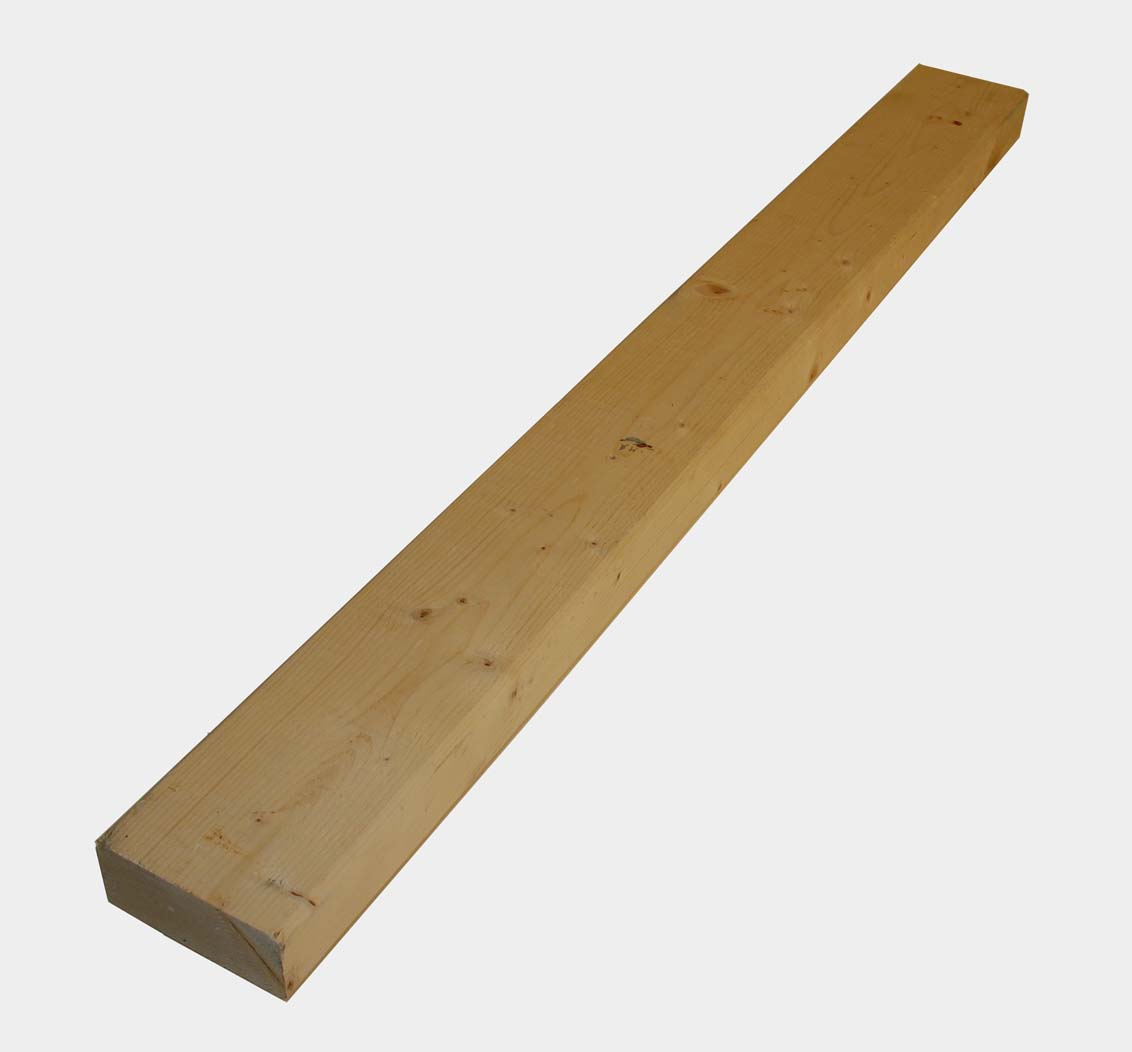
Доска (обрезная, строганая)

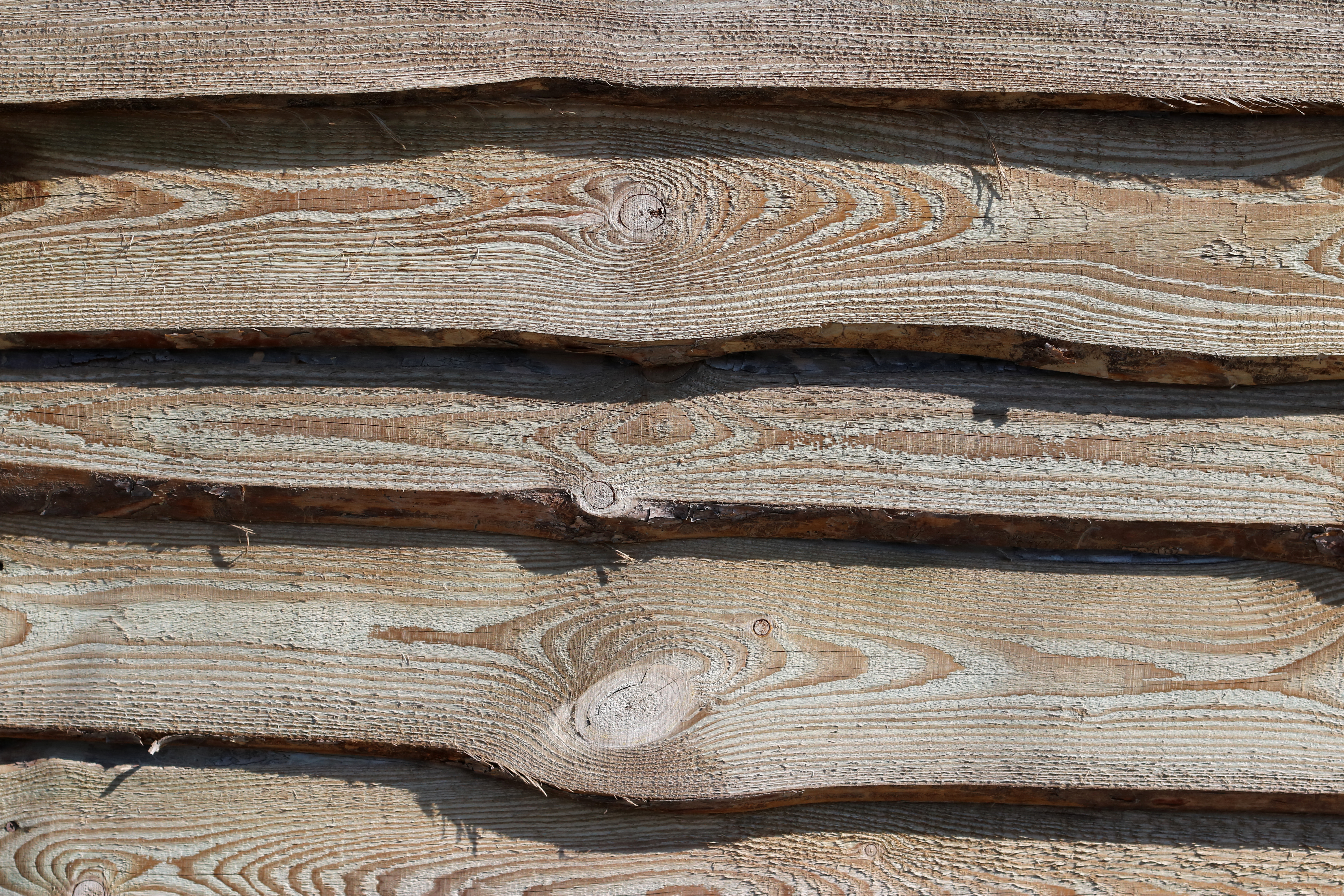
Забор из необрезной сосновой доски

Доска́ — пиломатериал толщиной до 100 мм и шириной более двойной толщины. 
Доски изготовляются из брёвен или брусьев. Используются в строительстве, в мебельной промышленности, в производстве тары и др.

## Виды досок
Доски различают:
В зависимости от пропиленности кромок:
- Обрезная доска — доска с кромками, опиленными перпендикулярно пластям и с обзолом, не более допустимого по соответствующей нормативно-технической документации.
- Односторонне-обрезная доска — доска с одной кромкой, опиленной перпендикулярно пластям, и с обзолом на этой кромке не более допустимого в обрезном пиломатериале.
- Необрезная доска — доска с неопиленными или частично опиленными кромками, с обзолом более допустимого в обрезной доске.

В зависимости от пропиленности наружной пласти:
- Обапол — доска, имеющая внутреннюю пропиленную, а наружную непропиленную или частично пропиленную пласть с ненормированной толщиной и шириной тонкого конца.
- Горбыльный обапол — обапол, у которого наружная пласть пропилена не более, чем на половину длины.
- Дощатый обапол — обапол, у которого наружная пласть пропилена более, чем на половину длины.
- Горбыль — доска, имеющая одну пропиленную, а другую непропиленную или частично пропиленную поверхность, с нормируемой толщиной и шириной тонкого конца.
- Дощатый горбыль — горбыль, у которого наружная поверхность пропилена более, чем на половину длины.

В зависимости от нахождения доски в бревне:
- Сердцевинная доска — доска, выпиленная из центральной части бревна или бруса и включающая сердцевину.
- Центральная доска — каждая из двух смежных досок, выпиленных из центральной части бревна или бруса и расположенных симметрично оси бревна.
- Боковая доска — доска, полученная из боковой части бревна.

В зависимости от обработки строганием:
- Строганая доска — доска, у которой обработаны строганием хотя бы одна пласть или обе кромки.
- Односторонне строганая доска — доска остроганная по одной пласти.
- Двухсторонне строганая доска — доска остроганная по двум пластям.

В зависимости от обеспечения точности и стабильности размеров:
- Калиброванная доска — доска, высушенная и обработанная до заданного размера.

## Размеры досок
Для досок из хвойных пород
- Толщина, мм: 16, 19, 22, 25, 32, 40, 44, 50, 60, 75.
- Ширина (для обрезных досок), мм: 75, 100, 125, 150, 175, 200, 225, 250, 275.
- Длина, м: от 1 до 6,5 с градацией 0,25; для изготовления тары — от 0,5 м с градацией 0,1 м; для экспорта — от 0,9 до 6,3 м с градацией 0,3.

| Толщина | Ширина | Ширина | Ширина | Ширина | Ширина | Ширина | Ширина | Ширина | Ширина |
| ------- | ------ | ------ | ------ | ------ | ------ | ------ | ------ | ------ | ------ |
| 16      | 75     | 100    | 125    | 150    | -      | -      | -      | -      | -      |
| 19      | 75     | 100    | 125    | 150    | 175    | -      | -      | -      | -      |
| 22      | 75     | 100    | 125    | 150    | 175    | 200    | 225    | -      | -      |
| 25      | 75     | 100    | 125    | 150    | 175    | 200    | 225    | 250    | 275    |
| 32      | 75     | 100    | 125    | 150    | 175    | 200    | 225    | 250    | 275    |
| 40      | -      | 100    | 125    | 150    | 175    | 200    | 225    | 250    | 275    |
| 44      | -      | 100    | 125    | 150    | 175    | 200    | 225    | 250    | 275    |
| 50      | -      | -      | 125    | 150    | 175    | 200    | 225    | 250    | 275    |
| 60      | -      | -      | 125    | 150    | 175    | 200    | 225    | 250    | 275    |
| 75      | -      | -      | -      | -      | 175    | 200    | 225    | 250    | 275    |

Для экспорта могут изготовляться доски со следующими размерами поперечных сечений: 63х160; 90х90; 90х125; 50х300; 63х300; 75х300;
Для досок из лиственных пород
- Толщина, мм: 19, 22, 25, 32, 40, 45, 50, 60, 70, 80, 90;
- Ширина (для обрезных досок), мм: 60, 70, 80, 90, 100, 110, 130, 150, 180, 200; необрезные и односторонние обрезные — 50 мм и более с градацией 10 мм;
- Длина, м: от 0,5 до 6,5 м с градацией 0,10 м (твёрдые лиственные породы); от 0,5 до 2,0 м с градацией 0,10 м и от 2,0 до 6,5 м с градацией 0,25 м (мягкие лиственные породы и берёза).

Предельные отклонения от номинальных размеров досок:
| по толщине до 32 мм                                  | ±1,0    |
| по толщине свыше 32 мм                               | ±2,0    |
| по ширине до 100 мм (для обрезных пиломатериалов)    | ±2,0    |
| по ширине свыше 100 мм (для обрезных пиломатериалов) | ±3,0    |
| по длине, мм                                         | -25…+50 |

## Технология производства досок
- Пиление бревна «вразвал» — бревно распиливается за одну установку на ленточной пиле, многопильном станке или на пилораме на несколько необрезных досок заданной толщины.
- Пиление бревна «с брусовкой» — из бревна на ленточной пиле, многопильном станке или на пилораме за первую установку выпиливается несколько боковых досок с одной и второй стороны бревна и сердцевинный двухкантный брус. За вторую установку на том же оборудовании двухкантный брус распиливается на необрезные (боковые) и обрезные (попавшие кромкой в пласть бруса) доски.
- Получение обрезной доски из необрезной — для получения из них обрезных досок производят опиливание кромок на универсальном круглопильном станке или прирезном однопильном или многопильном станке.
- Пиление и одновременное фрезерование бревна — фрезерно-пильный станок позволяет за один проход получить обрезные доски.

## Нормативные документы
- ГОСТ 18288-87 Производство лесопильное. Термины и определения.
- ГОСТ 24454-80 Пиломатериалы хвойных пород. Размеры.
- ГОСТ 2695-83 Пиломатериалы лиственных пород. Технические условия.